# Jefferson (Észak-Karolina)
Jefferson település az Amerikai Egyesült Államok Észak-Karolina államában, Ashe megyében, melynek megyeszékhelye is. Lakosainak száma 1622 fő (2020. április 1.).

## Népesség
A település népességének változása:

| 2010 | 1 611 |
| 2020 | 1 622 |